# Hieracium oligolepium
Hieracium oligolepium es una especie de planta con flor del género Hieracium, de la familia Asteraceae, orden Asterales.

## Distribución
Hieracium oligolepium se distribuye por Noruega y Suecia.

## Taxonomía
Fue descrita científicamente por (Stenstr.) Johanss. y Sam.